# Frans Pourbus el Jove

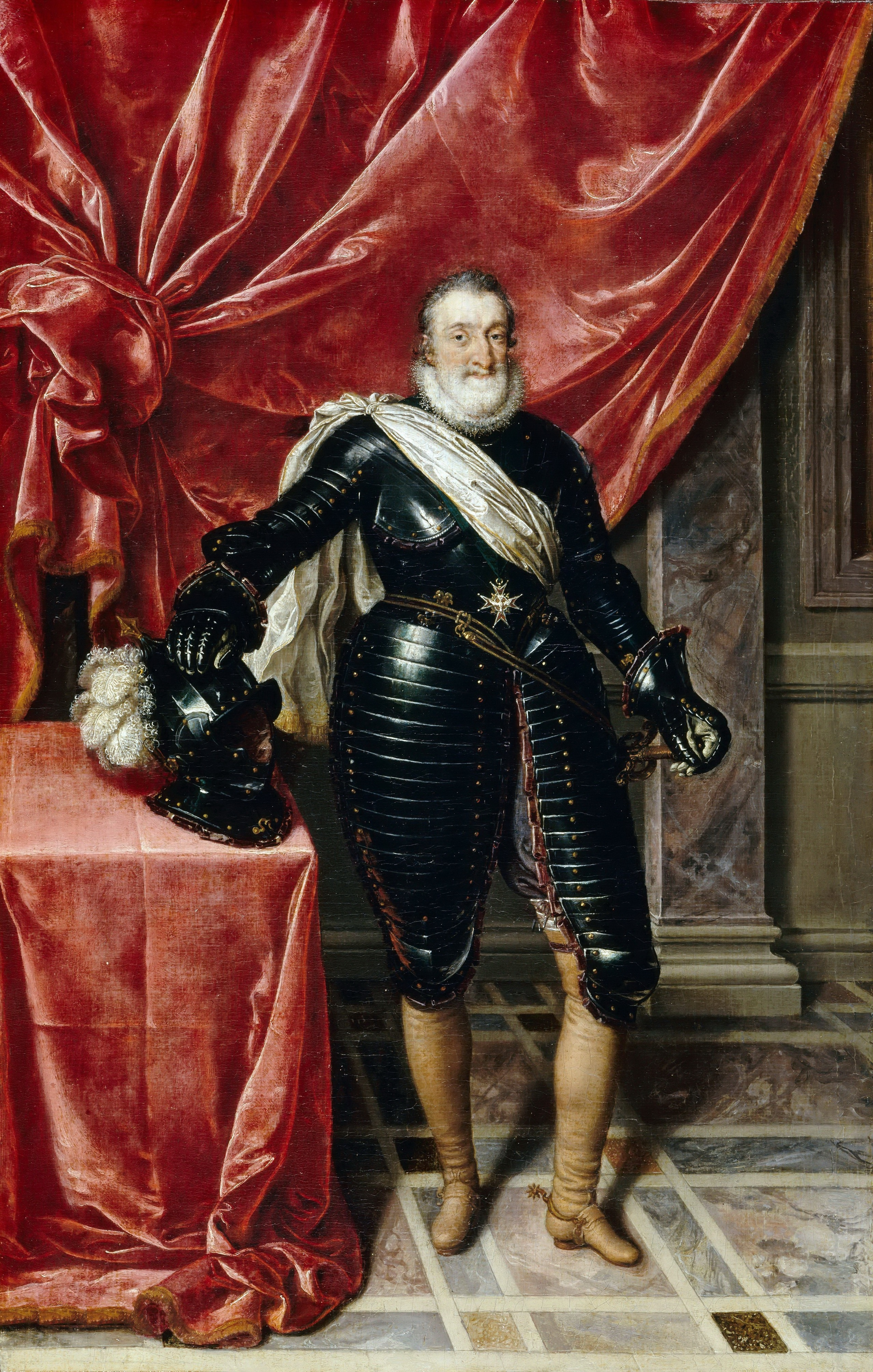
Enric IV de França, pintat per Frans Pourbous el Jove

Frans Pourbus el Jove també conegut com a Frans II (Anvers, 1569 - París, 1622) va ser un pintor flamenc, fill de Frans Pourbus el Vell i net de Pieter Pourbus. Pourbus va treballar per a les personalitats més influents de la seua època, incloent els regents espanyols d'Holanda amb base a Brussel·les, el duc de Màntua Vicenç I Gonzaga i Maria de Mèdici, reina de França. Diverses de les seues obres es poden trobar en el Louvre, el Museu del Prado, el Rijksmuseum, el Royal College of Art, el Metropolitan Museum of Art i molts altres museus.